# إكسبو سكوير بافيليون
إكسبو سكوير بافيليون (بالإنجليزية: Expo Square Pavilion)‏ هي ساحة متعددة الأغراض بها 6،311 مقعدًا، في أرض معارض ولاية تولسا في تلسا، أوكلاهوما، الولايات المتحدة.